# Schaatsen op de Olympische Winterspelen 2010 - 1500 meter mannen
De 1500 meter mannen op de Olympische Winterspelen 2010 in Vancouver vond plaats op zaterdag 20 februari 2010 in de Richmond Olympic Oval in Richmond, Canada. Het rittenschema bestond uit 10 ritten voor de dweilpauze en 9 ritten na de dweilpauze. Sven Kramer nam in de achtste rit de leiding. Zijn tijd werd twee ritten later verbeterd door Simon Kuipers en na de dweilpauze door Mo Tae-Bum, Ivan Skobrev en Mark Tuitert in de 17e rit tegen Håvard Bøkko. In de laatste rit wist topfavoriet Shani Davis de tijd van Tuitert niet te verbeteren.

## Records
| Titelhouder      | Enrico Fabris | ITA | 1.45,97 | Turijn         |
| Wereldrecord     | Shani Davis   | USA | 1.41,04 | Salt Lake City |
| Olympisch record | Derek Parra   | USA | 1.43,95 | Salt Lake City |

## Statistieken

### Uitslag
| #      | Naam                      | Land | Tijd       |
| ------ | ------------------------- | ---- | ---------- |
| Goud   | Mark Tuitert              | NED  | 1.45,57 BR |
| Zilver | Shani Davis               | USA  | 1.46,10    |
| Brons  | Håvard Bøkko              | NOR  | 1.46,13    |
| 4      | Ivan Skobrev              | RUS  | 1.46,42    |
| 5      | Mo Tae-Bum                | KOR  | 1.46,47    |
| 6      | Chad Hedrick              | USA  | 1.46,69    |
| 7      | Simon Kuipers             | NED  | 1.46,76    |
| 8      | Mikael Flygind-Larsen     | NOR  | 1.46,77    |
| 9      | Denny Morrison            | CAN  | 1.46,93    |
| 10     | Enrico Fabris             | ITA  | 1.47,02    |
| 11     | Jevgeni Lalenkov          | RUS  | 1.47,06    |
| 12     | Matteo Anesi              | ITA  | 1.47,34    |
| 13     | Sven Kramer               | NED  | 1.47,40    |
| 14     | Mathieu Giroux            | CAN  | 1.47,62    |
| 15     | Trevor Marsicano          | USA  | 1.47,84    |
| 16     | Stefan Groothuis          | NED  | 1.48,03    |
| 17     | Konrad Niedźwiedzki       | POL  | 1.48,15    |
| 18     | Brian Hansen              | USA  | 1.48,45    |
| 19     | Lucas Makowsky            | CAN  | 1.48,61    |
| 20     | Christoffer Fagerli Rukke | NOR  | 1.48,62    |
| 21     | Aleksej Jesin             | RUS  | 1.48,65    |
| 22     | Lee Jong-Woo              | KOR  | 1.49,00    |
| 23     | Denis Koezin              | KAZ  | 1.49,05    |
| 24     | Joel Eriksson             | SWE  | 1.49,08    |
| 25     | Daniel Friberg            | SWE  | 1.49,13    |
| 26     | Teruhiro Sugimori         | JPN  | 1.49,19    |
| 27     | Zbigniew Bródka           | POL  | 1.49,45    |
| 28     | Johan Röjler              | SWE  | 1.49,50    |
| 29     | Fredrik van der Horst     | NOR  | 1.49,58    |
| 30     | Shingo Doi                | JPN  | 1.49,77    |
| 31     | Ha Hong-sun               | KOR  | 1.49,93    |
| 32     | Samuel Schwarz            | GER  | 1.50,07    |
| 33     | Pascal Briand             | FRA  | 1.50,71    |
| 34     | Gao Xuefeng               | CHN  | 1.50,78    |
| 35     | Sun Longjiang             | CHN  | 1.51,30    |
| 36     | Aleksandr Lebedev         | RUS  | 1.52,09    |
| 37     | Kyle Parrott              | CAN  | 1.52,67    |

### Loting
| Rit | Binnenbaan          | Buitenbaan                |
| --- | ------------------- | ------------------------- |
| 1   | Aleksandr Lebedev   |                           |
| 2   | Daniel Friberg      | Ha Hong-sun               |
| 3   | Samuel Schwarz      | Fredrik van der Horst     |
| 4   | Pascal Briand       | Lee Jong-Woo              |
| 5   | Kyle Parrott        | Sun Longjiang             |
| 6   | Gao Xuefeng         | Shingo Doi                |
| 7   | Johan Röjler        | Christoffer Fagerli Rukke |
| 8   | Aleksej Jesin       | Sven Kramer               |
| 9   | Brian Hansen        | Joel Eriksson             |
| 10  | Teruhiro Sugimori   | Simon Kuipers             |
| 11  | Zbigniew Bródka     | Denis Koezin              |
| 12  | Konrad Niedźwiedzki | Mikael Flygind-Larsen     |
| 13  | Jevgeni Lalenkov    | Matteo Anesi              |
| 14  | Trevor Marsicano    | Mo Tae-Bum                |
| 15  | Enrico Fabris       | Mathieu Giroux            |
| 16  | Ivan Skobrev        | Denny Morrison            |
| 17  | Håvard Bøkko        | Mark Tuitert              |
| 18  | Stefan Groothuis    | Chad Hedrick              |
| 19  | Shani Davis         | Lucas Makowsky            |

1924 · 
1928 · 
1932 · 
1936 · 
1948 · 
1952 · 
1956 · 
1960 · 
1964 · 
1968 · 
1972 · 
1976 · 
1980 · 
1984 · 
1988 · 
1992 · 
1994 · 
1998 · 
2002 · 
2006 · 
2010 · 
2014 ·
2018 ·
2022